# Фонтан, Антонио
Антонио Фонтан Перес (15 октября 1923 — 14 января 2010) — испанский журналист, получивший признание за свою работу по продвижению свободы прессы в своей стране. Он также был известным римско-католическим членом Опус Деи.

## Биография
Антонио Фонтан родился в Севилье, Испания, 15 октября 1923 года. Он учился в Севильском университете, где в 1948 году получил докторскую степень по классической филологии, и был активен в подпольных, роялистских и либеральных кругах. Кроме того, он изучал журналистику в Официальной школе Мадрида. Фонтан был директором еженедельного журнала La Actualidad Española и ежемесячного Nuestro Tiempo до того, как в сентябре 1966 года присоединился к вечерней газете Мадрид, вскоре после принятия нового закона о печати, который отменил цензуру.

## Борьба за свободу прессы
Фонтан был назначен главным редактором Madrid 15 апреля 1967 года. Вскоре он понял, что прекращение цензуры не обязательно означает настоящую свободу печати. Madrid быстро стал непопулярным среди властей из-за освещения таких табуированных тем, как студенческие и трудовые волнения, рост регионализма, нелегальный профсоюзный подход и деятельность оппозиционных партий. Фонтан и его газета подверглись санкциям за публикацию статей, защищающих демократию и гражданские свободы и критикующих франкистскую Испанию. Только с января 1967 года по май 1968 года дела против газеты возбуждались 12 раз. 30 мая 1968 года Madrid был закрыт на четыре месяца, что нанесло газете тяжелые финансовые потери. В это время газета продолжала выплачивать зарплату своим сотрудникам.
После повторного появления Madrid 30 сентября 1968 года судебные разбирательства против газеты продолжались на регулярной основе. Наконец, в октябре 1971 года министр информации Санчес Белле потребовал заменить Фонтана журналистом, близким к партии Фаланга, и назначить директора, представляющего министерство. В случае отказа, Белле предупредил, что газета будет временно приостановлена, и начато расследование по вопросу о ее окончательном закрытии. Однако издатель и основной владелец Madrid Рафаэль Кальво Серер отказался согласиться с этими условиями. Редакция газеты сформировала ассоциацию журналистов, первую в Испании, для защиты независимости и достоинства профессии и борьбы за сохранение должности нынешнего редактора.
В конце октября 1971 года Министерство информации Испании издало приказ, информирующий газету о начале расследования с целью выявления «нарушений» в первоначальном списке ее акционеров. У газеты было 10 дней на то, чтобы ответить на запрос. Правительство было уполномочено отменить регистрацию газеты и, таким образом, закрыть ее, если газета не могла «прояснить» или объяснить нарушения.
25 ноября 1971 года, после того как в газете была опубликована статья с критикой в адрес правой руки генерала Франко, адмирала Луиса Карреро Бланко, Министерство информации исключило Madrid из реестра издателей прессы якобы из-за несоответствий в собственности газеты. Министерство также приказало газете прекратить публикацию. Запрет Madrid повлиял на общественное мнение и вызвал широкую критику в испанской прессе. «Закрывать экономически здоровую и хорошо читаемую газету — это убийство», — прокомментировала католическая газета Ecclesia.
Журналисты и рабочие Madrid согласились поддержать руководство и не передавать газету официальным профсоюзам, которые предложили взять на себя управление газетой под руководством нового редактора и с собственной редакционной линией. «Мы готовы продать печатные машинки, чтобы платить персоналу, вместо того, чтобы соглашаться с тем, что газета потеряет свою независимость», —заявили журналисты. Мадрид оставался закрытым. Кальво Серер, который уехал в изгнание во Францию за несколько дней до закрытия газеты правительством, был заочно судим и обвинен в действиях, «наносящих ущерб репутации и авторитету государства».
Когда после смерти Франко в Испании была восстановлена демократия и в 1975 году была восстановлена монархия, Верховный суд отменил приказ о закрытии Madrid. Государству было приказано возместить ущерб газете, но этого было недостаточно, чтобы перезапустить газету, которая продала все, чтобы выплатить компенсацию своим сотрудникам.

## Работа в сферах политики и образования
Фонтан был избран в Сенат как член коалиционной партии Unión de Centro Democrático на первых демократических всеобщих выборах в июне 1977 года. Он был одним из авторов Конституции страны 1978 года, в которой свобода слова и свобода информации признаны основными правами. Он также был министром правительства с 1979 по 1982 год.
Помимо журналистики и политики, Фонтан вел активную карьеру в академических кругах. Он основал первую в Испании школу журналистики университетского уровня в Университете Наварры в 1958 году. Университет находился под руководством римско-католической прелатуры Опус Дей, членом которой он был.
В 1984 году он стал почетным пожизненным членом Международного института прессы. Он также был назван институтом одним из 50 Героев свободы прессы 20-го века в мире.
Фонтан был президентом и издателем Nueva Revista de Política, Cultura y Arte, выходящего два раза в месяц журнала, о текущих событиях, который он основал в 1990 году.
В июле 2008 года король Хуан Карлос I сделал его маркизом де Гуадалканалом как дань уважения его вкладу в политическую свободу и гражданский мир в Испании.